# Michael Kevin Jones
Michael Kevin Jones (nacido el 10 de septiembre de 1961 en Watford, Londres) es un violonchelista solista inglés que ha compaginado su labor como intérprete musical con la recuperación musicológica. Como solista, su grabación de las suites completas para violonchelo de Johann Sebastian Bach (BWV 1007) con un violonchelo Stradivarius original de 1667 para el Museo Metropolitano de Arte de Nueva York, ha recibido elogios de la crítica internacional y varios premios de sonido.
Jones se ha labrado un lugar único entre los intérpretes actuales a través de la recuperación musicológica —principalmente, con los sellos discográficos EMEC Discos y, posteriormente, con HR Recordings— y de su interpretación como solista. Tras sus estudios, se convirtió rápidamente en solista y realizó giras por todo el mundo colaborando con grupos como la orquesta del Gran Teatro del Liceu (Barcelona, España) y la Philharmonia Virtuosi de Nueva York, dirigida por Richard Kapp. Ha desarrollado una carrera poco convencional que incorpora actividades musicales diversas, además de la enseñanza y la formación de sus alumnos internacionales. Como miembro del dúo de violonchelo y guitarra Jones- Maruri, Michael Kevin Jones consiguió el primer puesto en las listas de ventas de Hong Kong y China con su CD «Original music for cello and guitar». La revista Ritmo lo describió así:
«Ya desde su primer trabajo, el dúo Jones-  Maruri tuvo claro su objetivo: grabar obra original para chelo y guitarra. Aquí hacen un recorrido por los compositores del siglo XIX hasta mediados del XX [...]. Un interesante conjunto que abre todo un mundo de posibilidades para ambos instrumento». 

## Infancia y educación
Jones asistió al centro educativo King Edward VI Comprehensive School, Totnes (KEVICS) en Devon (región suroeste de Inglaterra, Reino Unido). A los 8 años, comenzó a estudiar piano de forma particular en Devon, ganando concursos locales, pero no fue hasta los 13 años cuando Jones desarrolló su interés por el violonchelo y se inició en el estudio de éste. Sus primeras profesoras de chelo fueron Pauline Ballard y Dulce Haigh Marshall, mientras que John Bryden se encargaba de su educación pianística. Centrado y ya apasionado por la música, a los 16 años Jones asistió al Dartington College of Arts con Michael Evans.
Continuó su formación y fue admitido en la prestigiosa Royal College of Music de Londres, donde fue alumno de Joan Dickson y se graduó en Interpretación Musical en las especialidades de piano y violonchelo. Durante su estancia en Londres, ganó premios como solista y por su interpretación de música de cámara, siendo seleccionado para actuar ante la familia real británica y obteniendo una beca del Gobierno alemán (DAAD) para estudiar violonchelo con Johannes Goritzki en la Robert Schumann Hochschule de Düsseldorf (región de Renania del Norte-Westfalia, Alemania).
Mientras estudiaba en Alemania, Jones se convirtió en violonchelo solista de la Deutsche Kammerakademie Neuss, ofreciendo conciertos por todo el mundo y en grandes festivales de música como los de Salzburgo, Lockenhaus o Kuhmo. Continuó estudiando música a tiempo completo, participando en las masterclass para solistas de la Fundación Hindemith en Suiza y practicando música de cámara con los cuartetos Amadeus, Vermeer y La Salle. 

## Carrera profesional
Ha realizado giras por China, Europa, América, Australia y Oriente Medio, además de grabar con la WDR y la BBC y colaborar con artistas y grupos de renombre, como los Moscow Virtuosi, Lindsay Kemp y Carlos Cano.
En 2002, grabó las suites completas de Bach para violonchelo solo con un Stradivarius de 1667 para el Museo Metropolitano de Arte de Nueva York. Más recientemente, en julio de 2007, Jones realizó su primera gira de conciertos por Japón y Extremo Oriente con el dúo de violonchelo y guitarra Jones-Maruri, el único dúo de este tipo en el mundo. Como resultado de la gira, el dúo fue invitado a actuar en China durante los Juegos Olímpicos de Pekín de 2008.
Desde 2010, sus giras han incluido conciertos en Canadá, Estados Unidos, Reino Unido, Corea del Sur, los Balcanes, Sudamérica, Sudáfrica y España. En 2024, Jones comenzó a actuar con los pianistas John Bryden, con quien estudió piano en el Dartington College of Arts, grabando Cello Meditation con EMEC Discos. En 2025, también para EMEC Discos, colaboraría con el pianista Henry Wong Doe.

## Vida privada y obras benéficas
Actualmente reside en Madrid, pero imparte clases magistrales y sesiones de coaching por todo el mundo. Michael también ha vivido en Londres, Colonia, y Nueva York. En la actualidad, pasa su tiempo libre en la localidad andaluza de Jimena de la Frontera, donde ha puesto en marcha un centro de enseñanza de violonchelo que presta servicio a la zona de la Costa del Sol, en el sur de España, y a Gibraltar.
Desde que actuó en Cochabamba (Bolivia) en 2012 en el Bachfest, Michael ha participado activamente en el apoyo a la Fundación ALALAY, cuya misión es «cambiar las condiciones de pobreza afectiva, económica y social de los niños, jóvenes y familias en situación de alto riesgo, mediante planes de prevención y protección». Ha ofrecido varios conciertos benéficos en Sudamérica y Bristol (Reino Unido) para recaudar fondos para su orfanato, que se dedica a rescatar a niños sin hogar en Santa Cruz (Bolivia).
Jones también ha recaudado fondos en Nigeria para la compra de un violonchelo para estudiantes con talento que no tienen medios para adquirir su propio instrumento, con el lema «ayuda a luchar por el derecho a estudiar música».

## Discografía
La discografía del violonchelista clásico Michael Kevin Jones incluye doce álbumes de estudio, un álbum doble, un EP y dos sencillos como solista, pero también varias recopilaciones con otros artistas internacionales. Desde 1994, Jones firmó su contrato discográfico con el sello español EMEC Discos, y comenzó a grabar en su rama principal, HR Recordings.
- Original music for cello and guitar- Jones and Maruri Duo (junto a Agustín Maruri) (1992) EMEC Discos
- Adam Falckenhagen: Complete "Concerto A Cinco" (F.Major & G.Minor), Federico Moreno Torroba: Twelve "Interludes" (1994), EMEC Discos
- Infrequent Music For Cello And Piano (junto a Graham Jackson) (1995), EMEC Discos
- Adam Falckenhagen – 6 Flute Concertos Op. 4 (junto a Sabine Dreier y Agustín Maruri) (1996) EMEC Discos (primera grabación mundial)
- Leonhard Von Call, Wenzeslaus Thomas Matiegka, Justus Johann Friedrich Dotzauer– Original Romantic Music For Cello And Guitar (junto a Agustín Maruri) (1997) EMEC Discos
- The Charm Of Spain = La Sal De España,  recopilatorio para The Metropolitan Museum of Art de Nueva York (junto a Augustín Maruri) (1999), EMEC Discos
- Leonhard Von Call (1779-1815): Complete Guitar Quartets Op. 3, 57, 118 And 121 (junto a Gilles Colliard, Bruce Whitson y  Agustín Maruri) (2000), EMEC Discos (primera grabación mundial)
- Johann Sebastian Bach – 6 Suites For Violoncello Solo, BWV 1007-1012 (2002), EMEC Discos
- Erik Marchelie –  Don Quijote y Dulcinea, (2004), EMEC Discos (primera grabación mundial)
- Wolfgang Amadeus Mozart –   Quartets For Flute, Violin, Viola And Violoncello (junto a Sabine Dreier, Gilles Colliard y Marie Legendre) (2006), EMEC Discos
- Evocaciones de España, (2007) EMEC Discos, con patrocinio de la Fundación Vocento
- Chinese music for cello and guitar (junto a Agustín Maruri) (2007), EMEC Discos (primera grabación mundial)
- Delfín Colomé (Chamber Music)–  Spanish Composers of Today/ Vol. 12 (2010), EMEC Discos (primera grabación mundial)
- Søffren Degen (1816-1885) (junto a Agustín Maruri) (2013), EMEC Discos (primera grabación mundial)
- Franz Schubert–  Arpeggione and Original works for cello and guitar duo (Legnoni, Bobrowicz, Gatayes, Romberg, Schiker) (junto a Agustín Maruri) (2013), EMEC Discos
- Haydn • Rode • Giuliani • Carulli (junto a Agustín Maruri, Alban Beikircher y Martina Horejsi) (2016), EMEC Discos
- Tin-Yen Christus, G.–   The Dragon and the Phoenix (Single) (2022-2023), HR Recordings
- Carulli, F., Diabelli–  Galante, with spinet (2022), HR Recordings
- Henkel, M., Diabelli, A. Romberg, B.–  Cantabile Vol. I- Rediscovered Music for Cello and Piano (junto a Henry Wong Doe) (2023), HR Recordings
- Joaquin Rodrigo–  Aranjuez ma pensee (2023), HR Recordings
- Various Composers–  Cantabile Vol 2-  Rediscovered Music for Cello and Piano (junto a Henry Wong Doe) (2023), HR Recordings
- Bach, Haendel, Fauré, etc.– Cello Meditations  (junto a John Bryden) (2024), HR Recordings
- Rachmaninov & Prokohiev: Cello & Piano Sonatas  (junto a Henry Wong Doe) (2025), HR Recordings

## Premios y nominaciones
- 2009: Blue Swiss Moon Award al Mejor Audio por Johann Sebastian Bach – 6 Suites For Violoncello Solo, BWV 1007-1012 (2002), EMEC Discos
- 2010: Australian Academy of Arts Award por Johann Sebastian Bach – 6 Suites For Violoncello Solo, BWV 1007-1012 (2002), EMEC Discos[8]